# John Wilson (2e baron Moran)
Pour les articles homonymes, voir John Wilson et Wilson.
Richard John McMoran Wilson (22 septembre 1924 - 14 février 2014), connu sous le nom de John Wilson, est un diplomate britannique. Il est l'un des 90 pairs héréditaires élus pour rester à la Chambre des lords après l'adoption de la House of Lords Act 1999 .

## Jeunesse
Fils de Charles Wilson (1er baron Moran) (en) et de Dorothy Dufton, il fait ses études au Collège d'Eton dans le Berkshire et au King's College de Cambridge, où il obtient un baccalauréat ès arts en histoire. Wilson sert dans la Royal Naval Reserve de 1943 à 1945. Il est premier marin ordinaire sur le HMS Belfast, plus tard sous-lieutenant sur les torpilleurs à moteur (MTB 684) et le destroyer HMS Oribi.

## Carrière diplomatique
En 1945, Wilson entre au ministère des Affaires étrangères et du Commonwealth et occupe divers postes mineurs à Ankara, Tel Aviv, Rio de Janeiro, Washington, DC et en Afrique du Sud. De 1968 à 1973, il est chef du département ouest-africain du ministère des Affaires étrangères et de 1970 à 1973, ambassadeur britannique non résident au Tchad. Wilson est ambassadeur britannique en Hongrie entre 1973 et 1976 et ambassadeur britannique au Portugal de 1976 à 1981.
En 1981, il est nommé haut-commissaire au Canada et occupe ce poste jusqu'en 1984. En quittant son poste de haut-commissaire au Canada en 1984, Moran écrit un dernier télégramme franc au ministre britannique des Affaires étrangères dans lequel il critique les politiciens et les politiques publiques canadiens . Le télégramme est publié en octobre 2009 après qu'un chroniqueur de la BBC, Matthew Parris, ait fait une demande d'accès à l'information pour les dépêches d'honneur du ministère des Affaires étrangères .

## Carrière politique
De 1990 à 1995, Wilson est président du Wildlife and Countryside Link, de 1988 à 1995 vice-président de l'Atlantic Salmon Trust et de 1989 à 1994, président du comité consultatif régional des pêches de la National Rivers Authority pour la région galloise. Pour la RSPB, il est membre du conseil de 1992 à 1994 et vice-président de 1996 à 1997. Il est président du Radnorshire Wildlife Trust (de 1994 à son décès) et président du groupe de travail sur la politique et la législation des pêches («le comité Moran»; de 1997 jusqu'à sa mort). En 1997, il est nommé président de l'Association du saumon et de la truite, jusqu'en 2000, date à laquelle il devient vice-président exécutif. Il est président de la Welsh Salmon and Trout Angling Association de 1988 à 1995?
En 1973, Wilson écrit une biographie sur Henry Campbell-Bannerman, pour laquelle il reçoit le Whitbread Award for Biography. Ayant été fait Compagnon de l'Ordre de Saint-Michel et Saint-George en 1970, il est élevé au rang de Chevalier Commandeur en 1981. En 1978, il reçoit également la Grand-Croix de l'Ordre portugais de l'Infant D. Henrique.
En 1948, il épouse Shirley Rowntree Harris; le couple a deux fils et une fille. Il est décédé en février 2014 à l'âge de 89 ans.